# Metepeira crassipes
Metepeira crassipes là một loài nhện trong họ Araneidae.
Loài này thuộc chi Metepeira. Metepeira crassipes được Ralph Vary Chamberlin & Wilton Ivie miêu tả năm 1942.